# Пајн Риџ ат Крествуд (Њу Џерзи)
Пајн Риџ ат Крествуд (енгл. Pine Ridge at Crestwood) насељено је место без административног статуса у америчкој савезној држави Њу Џерзи.

## Демографија
По попису из 2010. године број становника је 2.369, што је 344 (17,0%) становника више него 2000. године.
| Група             | 2000.         | 2010.         |
| Белци             | 1.984 (98,0%) | 2.243 (94,7%) |
| Афроамериканци    | 10 (0,5%)     | 37 (1,6%)     |
| Азијати           | 5 (0,2%)      | 17 (0,7%)     |
| Хиспаноамериканци | 16 (0,8%)     | 55 (2,3%)     |
| Укупно            | 2.025         | 2.369         |